# Haootia
Haootia é um gênero de cnidário que viveu durante o período Ediacarano. Haootia foi identificado como um pólipo cnidário e é considerado o primeiro animal a possuir músculos. Descoberto em 2008 em Terra Nova, no Canadá, foi formalmente descrito em 2014. É o primeiro organismo Ediacarano descoberto a mostrar fósseis de fibras musculares. O exame estrutural dos músculos e morfologia indicam que o animal é um cnidário, porém, a qual classe Haootia pertence é atualmente indeterminado.

## Descoberta
O primeiro fóssil de Haootia foi descoberto na Formação Fermeuse, na Península Bonavista em Terra Nova. Foi originalmente encontrado por Martin D. Brasier da Universidade de Oxford em 2008. No entanto, o espécime não foi autorizado a ser levado de acordo com a lei provincial em Newfoundland, de modo que apenas um molde de gesso foi feito. O molde (plastótipo) é mantido nas coleções do Museu de História Natural da Universidade de Oxford. O verdadeiro holótipo permanece na costa norte de Back Cove. Um segundo espécime incompleto também foi descoberto na Formação Trepassey de Ponta do Queimado, Península Bonavista.

## Etimologia
O nome genérico Haootia é derivado da palavra de Beothuk Haoot, que significa "demônio", para significar a aparência impressionante do holótipo. O nome específico quadriformis é dito ser derivado do latim quadri, que significa "quádruplo", e formis, para "forma", relacionado à simetria quadrilateral do corpo. A palavra apropriada em latim clássico para "quádruplo" é na verdade quádrupla, enquanto forma é a palavra apropriada em latim clássico para "forma".

## Descrição
Haootia é exclusivamente diferente de qualquer outro fóssil do Ediacarano descoberto até agora, pois consiste em feixes de fibras que foram identificadas como músculos. O corpo inteiro está em uma disposição simétrica quatro vezes mais ampla. Assim, a organização geral do corpo está de acordo com as características-chave dos cnidários modernos. O fóssil mede 56 × 37 mm de diâmetro. Indica que é um animal de corpo mole com uma aparência de estrutura discoidal lisa conectada por uma haste relativamente curta a um corpo quadrático que compreende numerosas fibras lineares regularmente alinhadas. As fibras, que são semelhantes em padrão às fibras musculares dispostas paralelamente, se estendem lateralmente ao longo do corpo, ligando os cantos adjacentes. As fibras se estendem além de cada canto para formar um ramo alongado, que é dividido em ramos dicotômicos menores. Ramos menores também surgem das margens laterais do corpo quadrático e também formam fibras ramificadas dicotomicamente.